# Nikas Safronow
Nikas Stiepanowicz Safronow, ros. Никас Степанович Сафронов (ur. 8 kwietnia 1956 w Uljanowsku) – radziecki i rosyjski malarz.
Sławę przyniosły mu portrety psychologiczne. Jest autorem wielu portretów polityków, gwiazd estrady i innych osób publicznych. Jest malarzem kontrowersyjnym; uważany przez jednych za wielkiego artystę, a przez innych za twórcę sztuki typowo komercyjnej. W 2011 roku jego obraz „Marzenia o Italii” został sprzedany na aukcji Sotheby’s za 106 tys. dolarów amerykańskich.

## Życiorys
Po odbyciu służby zasadniczej w wojskach rakietowych (mimo dyscyplinarnych kar nie przerwał wtedy malowania, choć wiele jego obrazów przełożeni skazali na spalenie) studiował wzornictwo w Wilnie (1978-1982). Po pierwszych sukcesach na Litwie w 1983 roku przeniósł się do Moskwy, gdzie wkrótce zakazano mu wystawiania śmiałych obyczajowych prac. Międzynarodową renomę zdobył w latach 80. na wystawach sztuki erotycznej w Tokio i Mediolanie. W 1995 roku Rosyjskie Towarzystwo Ziemiańskie przyznało mu tytuł hrabiowski, a dwa lata później - książęcy. Był dyrektorem artystycznym kilku pism ilustrowanych (m.in. rosyjskiej edycji magazynu Penthouse). Obecnie mieszka, pracuje i wykłada w Rosji, Włoszech i Wielkiej Brytanii.